# Sesostris IV
Senusret IV Seneferibre fue un faraón egipcio del llamado Segundo Periodo Intermedio, la escasez de datos sobre su reinado y que su existencia este  atestiguada solo por los hallazgos en el alto Egipto hace muy difícil su asignación a una dinastía concreta del periodo por lo que es motivo de discusión entre los diferentes egiptólogos.

## Posición cronológica
Según la teoría de Jürgen von Beckerath Sesostris IV habría sido un rey de la última parte de la decimotercera dinastía, mientras que para Kim Ryholt lo clasifica como un rey de principios de la decimosexta dinastía, con una posición incierta dentro de esta.  Otra alternativa es la expuesta por Norbert Dautzenberg que propone que Sesostris IV es parte de la decimoséptima dinastía basándose en su  lectura de la entrada 11.4 del canon de Turín como una referencia a Sesostris IV.Él también le atribuye un grafiti grabado en la puerta del templo de Medamud donde se mencionar un rey "Sesostris". Su atribución a  Senusret IV se basa en la teoría de que la puerta fue decorada por el faraón Sobekemsaf I, que vivió durante la primera parte de la decimoséptima dinastía. Estos argumentos son rechazados por Ryholt, quien piensa que en el  primer caso la entrada de canon de Turín 11.4 no es compatible con el prenomen de Sesostris IV y en el segundo, observa que la puerta del templo de Medamud fue construida por Senusret III por lo que el grafiti probablemente una referencia a este rey en lugar de Sesostris IV. Por lo tanto  la dinastía de Senusret IV queda en un tramo que va desde finales de la decimotercera dinastía a principios de la decimoséptima.

## Testimonios de su época
Senusret IV está atestiguado en la lista del rey Karnak bajo su prenomen "Senefer [...] re". El testimonio contemporáneo más importante del rey es una estatua colosal de granito rosa de 2 m 75 cm de alto, inscrita con su titulatura completa, descubierta en la cara norte del VII pilono de Karnak en 1901 por Georges Legrain. Otros testimonios de su existencia incluyen un bloque con su nombre en la ciudad de El-Tod (Dyerty) y la esquina superior derecha de una estela descubierta en 1907 por Georges Legrain en Karnak y que está inscrita con la fecha II Shemu 1 del primer año de reinado de Senusret IV. Se le han atribuido algunas piezas como, un dintel de Edfu, una  hoja de hacha con el nomen Senusret y un grafiti en la puerta del templo de Medamud. Sin embargo, en todo caso la propiedad de Sesostris IV de estas últimas piezas han sido discutidas y atribuidas o bien a Sesostris I o a Sesostris III.

### Texto del pilar posterior de la escultura descubierta en Karnak
ḥr [...] NBTY Sʿnḫ-Tȝwy Ḥr-nbw NFR-ḫʿw Ḥmt BJTY Snfr-jb-Rʿ sȝ Rʿ S-ny-Wsrt MRY Jmn-Rʿ NB Ḥmt Tȝwy Ḏt.

“Horus” el de vida eterna, “Las dos señoras” Quien hace vivir las dos tierras, “Horus de Oro” Perfecto de apariciones, "el rey del Alto y Bajo Egipto" Perfecto es el corazón de Ra, “El hijo de Ra” El hombre de Usert  Amado de Amon-Ra señor del trono del doble país eternamente.

## Titulatura
| Titulatura | Jeroglífico | Transliteración (transcripción) - traducción - (referencias) |

| G5 |

| G5 |

| R11 | F25 | S34 |

| R11 | F25 | S34 |

| R11 | F25 | S34 |

| R11 | F25 | S34 |

| G5 |

| G5 |

| R11 | F25 | S34 |

| R11 | F25 | S34 |

| R11 | F25 | S34 |

| R11 | F25 | S34 |

| G16 |

| G16 |

| S29 | S34 | N16 · N16 | N21 · N21 |

| S29 | S34 | N16 · N16 | N21 · N21 |

| G16 |

| G16 |

| S29 | S34 | N16 · N16 | N21 · N21 |

| S29 | S34 | N16 · N16 | N21 · N21 |

| G8 |

| G8 |

| F35 | N28 · Z2 |

| F35 | N28 · Z2 |

| G8 |

| G8 |

| F35 | N28 · Z2 |

| F35 | N28 · Z2 |

| N5 | S29 | F35 | F34 |

| N5 | S29 | F35 | F34 |

| N5 | S29 | F35 | F34 |

| N5 | S29 | F35 | F34 |

| N5 | S29 | F35 | F34 |

| N5 | S29 | F35 | F34 |

| N5 | S29 | F35 | F34 |

| N5 | S29 | F35 | F34 |

| N5 | S29 | F35 | F34 |

| N5 | S29 | F35 | F34 |

| N5 | S29 | F35 | F34 |

| N5 | S29 | F35 | F34 |

| N5 | S29 | F35 | F34 |

| N5 | S29 | F35 | F34 |

| N5 | S29 | F35 | F34 |

| N5 | S29 | F35 | F34 |

| F12 | S29 | D21 · X1 | O34 · N35 |

| F12 | S29 | D21 · X1 | O34 · N35 |

| F12 | S29 | D21 · X1 | O34 · N35 |

| F12 | S29 | D21 · X1 | O34 · N35 |

| F12 | S29 | D21 · X1 | O34 · N35 |

| F12 | S29 | D21 · X1 | O34 · N35 |

| F12 | S29 | D21 · X1 | O34 · N35 |

| F12 | S29 | D21 · X1 | O34 · N35 |

| F12 | S29 | D21 · X1 | O34 · N35 |

| F12 | S29 | D21 · X1 | O34 · N35 |

| F12 | S29 | D21 · X1 | O34 · N35 |

| F12 | S29 | D21 · X1 | O34 · N35 |

| F12 | S29 | D21 · X1 | O34 · N35 |

| F12 | S29 | D21 · X1 | O34 · N35 |

| F12 | S29 | D21 · X1 | O34 · N35 |

| F12 | S29 | D21 · X1 | O34 · N35 |